# 勞動者新聞
《勞動者新聞》（：／）是朝鮮民主主義人民共和國官方性質的工會聯合會朝鮮職業總同盟的機關報。
該報負責報導本國勞動者的工作狀況，以及國家工業、經濟與貿易的發展情況，功能上相當於一般國家在經濟金融方面意義的報紙。但因為是國營，每逢朝鮮民主主義人民共和國節日，《勞動者新聞》和《勞動新聞》等朝鮮主要媒體刊發共同政策社論。